# Sam-Woode Limited
Sam-Woode Limited — ганская издательская компания. Листингуется на Ганской фондовая бирже. Центральный офис расположен в Аккре, столице Ганы.

## История
Основана 16 октября 1984 года Квеси Сэм-Вудом. С 1998 года — публичная компания. С 2002 года листингуется на Ганской фондовая бирже.

## Издания
Издают учебные пособия, сборники рассказов, а также не-книжные образовательные материалы, среди которых пособия для дошкольного и начального школьного образования.
Компания выпускает книги в следующих областях: сельскохозяйственная наука, дизайн и технологии, гражданское образование, почерковедение, информационно-коммуникационные технологии, интегрированное обучение, общественные науки, математика, религиозно-нравственное воспитание.
Существует интернет-каталог изданий.
Компандия обладает уникальнми правами дистрибуции изданий ряда иностранных издательств на территории Западной Африки.

## Руководство
- Квеси Сэм-Вуд — основатель и председатель правления;
- Ричард К. Огуаа — CEO.